# Juan Alpar
Ioan Alexandru Paraschivescu (Bucarest, c. 1857-Bucarest, 1901) fue un pintor rumano.

## Biografía

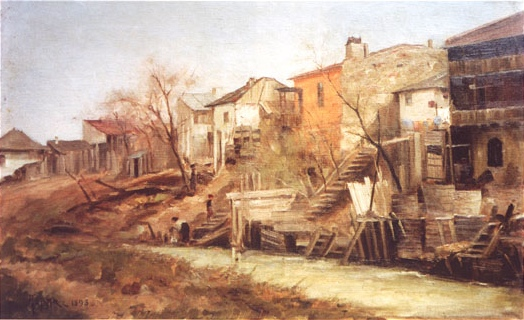
Mahalaua Dracului

Nacido en 1855 o 1857 en Bucarest, completó sus estudios en su país natal, asistiendo durante dos años a la facultad de Derecho. Luego empezó a dedicarse a la pintura, sin profesor, realizando estudios del natural, con las primeras nociones que le dio el pintor Ion Andreescu.
Pintor paisajista, expuso por primera vez en Intim-Club en 1886, siendo uno de los iniciadores de este círculo artístico; desde entonces apareció en gran parte de sus exposiciones. Entre sus obras más importantes Rosetti menciona O casă la Câmpina, Pe marginea bålței y O turmă de ot. Este último cuadro, premiado, fue adquirido por el Ministerio de Instrucción Pública. Falleció en 1901 en Bucarest.